# Terminal de Autobuses del Puente George Washington
La Terminal de Autobuses del Puente George Washington (en inglés el George Washington Bridge Bus Terminal o George Washington Bridge Bus Station) es una terminal de autobús localizada en el extremo este del Puente George Washington en el barrio Washington Heights de Manhattan en la Ciudad de Nueva York, Nueva York. La estación está construida sobre el Trans-Manhattan Expressway (Interestatal 95) entre las calles 178 y 179 y las avenidas Fort Washington y Wadsworth. El complejo incluye la estación de la Calle 175 de la línea de la Octava Avenida del Metro de Nueva York, localizada en la Avenida Fort Washington y la Calle 175.